# Zvončikovke
Zvončikovke ili zvončike (lat. Campanulaceae) porodica su biljaka iz reda Asterales (zvjezdanolike). U nju je svrstano oko 70 rodova i oko 2000 vrsta jednogodišnjih i trajnih zeleni, polugrmova, rijetko grmova ili drveća. Po drugim klasifikacijama čine poseban red Campanulales.

## Opis
Porodica zvončića sadrži uglavnom zeljasto (nedrvenasto) bilje, mnoge s upadljivim, plavim cvjetovima poput zvona. Biljke su uglavnom važne kao vrtni ukrasi. Uglavnom su porijeklom iz hladnih, umjerenih područja, ali se pojavljuju i na planinama u tropskim regijama. Ima drveća i grmlja, kao i uobičajenijeg bilja. Većina ima peterodijelne cvjetove sa sjedinjenim laticama i naizmjeničnim jednostavnim listovima. Jajnik je kod većine vrsta donji (tj. smješten ispod ostalih cvjetnih dijelova).
Najtipičniji rod, po kojem je porodica dobila ime, je Campanula, rod zvončića. Ima oko 400 vrsta uglavnom višegodišnjih biljaka, ali uključujući i neke dobro poznate dvogodišnje biljke, kao što je Canterbury Bell (Campanula medium).
Nekadašnja porodica Lobeliaceae sada je uključena kao potporodica (Lobelioideae) Campanulaceae. Ova skupina uključuje većinu drvenastih članova porodice, kao i mnoge biljke. Većina lobelioida proizvodi bjelkasti lateks u stabljikama i listovima, a cvjetovi su općenito snažno monosimetrični (s jednom ravninom simetrije niz sredinu zakrivljene cvjetne cijevi). Ponekad je cijev vjenčića s jedne strane rascijepljena do baze. Prašnici lobelioida su međusobno spojeni na vrhu, a ponekad i kroz filamente. To čini cjevčicu kroz koju se četkaste stigme izdužuju i guraju pelud van radi raspršivanja prije nego što se stigmatični režnjevi otvore da prime pelud s drugog cvijeća. Najveći rod je Lobelija (više od 400 vrsta), iako molekularni podaci sugeriraju da to nije jedna loza i da će se vjerojatno razdvojiti daljnjim proučavanjem. Uključuje mnoge atraktivne i kultivirane vrste, kao što su L. cardinalis (“kardinalni cvijet”) i L. siphilitica (“plavi kardinalni cvijet”), kao i mnoge divovske tropsko-montanske lobelije, osobito u Africi. Na Havajima je došlo do velikog zračenja oko 65 vrsta Cyanea kao i nekoliko manjih rodova i nekih vrsta Lobelia, a neke od njih su prilagođene oprašivanju sada rijetkih ili izumrlih vrsta ptičjih medonosaca.
Postoji nekoliko drugih velikih rodova koji se prvenstveno oprašuju kolibrićima i nastanjuju uglavnom vlažna, planinska staništa u Andama i drugim dijelovima tropskog područja Novog svijeta. To uključuje Siphocampylus (230 vrsta), Centropogon (210 vrsta) i Burmeistera (više od 100 vrsta).

## Raširenost
Naseljavaju gotovo cijeli svijet a najčešće gorske predjele Eurazije i Afrike.

## Izgled
Imaju jednostavne izmjenične listove bez palistića, cvjetovi su im dvospolni, najčešće pravilni a stoje pojedinačno na vrhu stabljike ili su skupljeni u grozdaste, klasaste, metličaste ili glavičaste cvatove. Sastavljeni su od čaške s pet lapova i zvonasta, cjevasta, ljevkasta ili koturasta vjenčića s pet latica. Imaju 5 slobodnih prašnika ili su im prašnice srasle u cijev. Plodnica je podrasla, s 2 do 5, rijetko do 10 pretinaca i mnogobrojnim sjemenim zametcima. Plod je mnogosjemeni tobolac.

## Rodovi u Hrvatskoj
U hrvatskoj flori zastupljeni su rodovi: kosica (Asyneuma), zvonce (Edraianthus),  prisadnik (Jasione), zečica (Phyteuma), zrcalica (Legousia), zvončić (Campanula), žlijezdača (Adenophora).

## Potporodice i rodovi
1. Familia Campanulaceae Juss. (2473 spp.)
  1. Subfamilia Nemacladoideae (Nutt.) M. H. G. Gust.
    1. Pseudonemacladus McVaugh (1 sp.)
    2. Nemacladus Nutt. (26 spp.)

  2. Subfamilia Campanuloideae Burnett
    1. Tribus Cyanantheae Meisn.
      1. Platycodon A. DC. (1 sp.)
      2. Cyclocodon Griff. (3 spp.)
      3. Echinocodon D. Y. Hong (2 spp.)
      4. Ostrowskia Regel (1 sp.)
      5. Canarina L. (3 spp.)
      6. Cyananthus Wall. ex Benth. (20 spp.)
      7. Codonopsis Wall. (49 spp.)
      8. Pankycodon D. Y. Hong & X. T. Ma (1 sp.)
      9. Himalacodon D. Y. Hong & Qiang Wang (1 sp.)
      10. Pseudocodon D. Y. Hong & H. Sun (8 spp.)

    2. Tribus Rhigiophylleae Eddie & Cupido
      1. Rhigiophyllum Hochst. (1 sp.)
      2. Siphocodon Turcz. (2 spp.)

    3. Tribus Wahlenbergieae Engl.
      1. Feeria Buser (1 sp.)
      2. Hesperocodon Eddie & Cupido (1 sp.)
      3. Wahlenbergia Roth (270 spp.)
      4. Nesocodon Thulin (1 sp.)
      5. Heterochaenia A. DC. (4 spp.)
      6. Berenice Tul. (1 sp.)
      7. Microcodon A. DC. (4 spp.)
      8. Craterocapsa Hilliard & B. L. Burtt (5 spp.)
      9. Namacodon Thulin (1 sp.)
      10. Theilera E. Phillips (2 spp.)
      11. Gunillaea Thulin (2 spp.)
      12. Prismatocarpus L´Hér. (29 spp.)
      13. Kericodon Cupido (1 sp.)
      14. Roella L. (22 spp.)
      15. Merciera A. DC. (6 spp.)
      16. Treichelia Vatke (2 spp.)

    4. Tribus Campanuleae Dumort.
      1. Edraianthus A. DC. (21 spp.)
      2. Jasione L. (15 spp.)
      3. Musschia Dumort. (3 spp.)
      4. Azorina (Watson) Feer (1 sp.)
      5. Theodorovia Kolak. (1 sp.)
      6. Campanula L. (429 spp.)
      7. Eastwoodiella Morin (1 sp.)
      8. Palustricodon Morin (1 sp.)
      9. Poolea Morin (1 sp.)
      10. Protocodon Morin (1 sp.)
      11. Ravenella Morin (4 spp.)
      12. Rotanthella Morin (1 sp.)
      13. Smithiastrum Morin (2 spp.)
      14. Campanulastrum Small (1 sp.)
      15. Favratia Feer (1 sp.)
      16. Hayekia Lakusic ex D. Lakusic, Shuka & Eddie (1 sp.)
      17. Zeugandra P. H. Davis (2 spp.)
      18. Adenophora Fisch. (60 spp.)
      19. Hanabusaya Nakai (1 sp.)
      20. Muehlbergella Feer (1 sp.)
      21. Sachokiella Kolak. (1 sp.)
      22. Peracarpa Hook. fil. & Thomson (1 sp.)
      23. Homocodon D. Y. Hong (2 spp.)
      24. Legousia Durande (7 spp.)
      25. Triodanis Raf. (6 spp.)
      26. Heterocodon Nutt. (1 sp.)
      27. Githopsis Nutt. (4 spp.)
      28. Melanocalyx (Fed.) Morin (1 sp.)
      29. Asyneuma Griseb. & Schenk (35 spp.)
      30. Cryptocodon Fed. (1 sp.)
      31. Petromarula Vent. ex R. Hedw. (1 sp.)
      32. Cylindrocarpa Regel (1 sp.)
      33. Sergia Fed. (2 spp.)
      34. Phyteuma L. (21 spp.)
      35. Physoplexis (Endl.) Schur (1 sp.)
      36. Michauxia L´Hér. (7 spp.)
      37. Trachelium L. (2 spp.)

  3. Subfamilia Lobelioideae Burnett
    1. Dialypetalum Benth. (5 spp.)
    2. Lobelia L. (440 spp.)
    3. Sclerotheca A. DC. (10 spp.)
    4. Trematolobelia Zahlbr. ex Rock (8 spp.)
    5. Brighamia A. Gray (2 spp.)
    6. Delissea Gaudich. (15 spp.)
    7. Cyanea Gaudich. (81 spp.)
    8. Clermontia Gaudich. (22 spp.)
    9. Solenopsis C. Presl (9 spp.)
    10. Wimmerella Serra, M. B. Crespo & Lammers (10 spp.)
    11. Dielsantha E. Wimm. (1 sp.)
    12. Monopsis Salisb. (15 spp.)
    13. Unigenes E. Wimm. (1 sp.)
    14. Lithotoma E. B. Knox (3 spp.)
    15. Isotoma (R. Br.) Lindl. (10 spp.)
    16. Ruthiella Steenis (3 spp.)
    17. Diastatea Scheidw. (8 spp.)
    18. Wimmeranthus Rzed. (1 sp.)
    19. Palmerella A. Gray (1 sp.)
    20. Porterella Torr. (1 sp.)
    21. Legenere McVaugh (1 sp.)
    22. Howellia A. Gray (1 sp.)
    23. Downingia Torr. (13 spp.)
    24. Lysipomia Kunth (32 spp.)
    25. Hippobroma G. Don (1 sp.)
    26. Heterotoma Zucc. (1 sp.)
    27. Siphocampylus Pohl (240 spp.)
    28. Centropogon C. Presl (213 spp.)
    29. Burmeistera H. Karst. & Triana (139 spp.)

  4. Subfamilia Cyphioideae Walp.
    1. Cyphia Bergius (70 spp.)

  5. Subfamilia Cyphocarpoideae Miers
    1. Cyphocarpus Miers (3 spp.)

## Vanjske poveznice
|  | Zajednički poslužitelj ima još gradiva o temi Zvončike |
|  | Wikivrste imaju podatke o taksonu Zvončike             |

- (engl.) Campanulaceae in Topwalks
- (engl.) Campanulaceae  Arhivirana inačica izvorne stranice od 1. studenoga 2006. (Wayback Machine) in L. Watson and M.J. Dallwitz (1992 onwards). The families of flowering plants: descriptions, illustrations, identification, information retrieval.  Arhivirana inačica izvorne stranice od 3. siječnja 2007. (Wayback Machine) http://delta-intkey.com  Arhivirana inačica izvorne stranice od 3. siječnja 2007. (Wayback Machine)